# Primeiramão
O Jornal Primeiramão foi um jornal de classificados brasileiro.

## História
O Primeiramão é um jornal composto apenas por classificados que oferece anúncios gratuitos.
Representou uma revolução de conceito. Até então quem quisesse anunciar só tinha a opção de fazê-lo a pagamento na seção de classificados dos jornais tradicionais ou jornais de bairro distribuídos gratuitamente. Invertendo o paradigma disponibilizando os anúncios gratuitamente e vendendo o jornal nas bancas, transferindo assim o custo da publicação unicamente sobre os leitores interessados na informação.
Depois de um ano de pesquisas mercadológicas, Maria Serena REpetto e seu marido Franco Ucelli di Nemi apresentaram o projeto para João Carlos Saad do Grupo Bandeirantes de Comunicação e desta conversa nasceu a sociedade que desenvolveria o projeto, a Editora Haple.
A Editora Haple lançou em 14 de novembro de 1980, o exemplar número zero do Segundamão, nome que foi adotado inicialmente para o novo produto. O jornal era impresso na Grafica do OESP e distribuído pela Distribuidora Fernando Chinaglia.
Inicialmente o Jornal Segundamão teve que vencer a resistencia dos jornaleiros, pois muitos deles achavam se tratar de um jornal subversivo a causa da logomarca do jornal que levava na capa uma maçã vermelha. 
Graças a uma maciça campanha publicitária, na qual a própria Maria Serena atuava como garota propaganda do jornal, após três meses de circulação o jornal apresentou boas vendas algo não esperado para o mercado editorial que considerava que em média, uma publicação levaria cerca de um a dois anos para se firmar. A tiragem já alcançava o patamar de trinta mil exemplares, com uma edição semanal que circulava sempre às quintas-feiras.
Foi em fevereiro de 1981 que em conversa entre Serena e Franco Ucelli di Nemi e o publicitário Enio Mainardi surgiu a ideia de mudar o nome do jornal para Primeiramão, para vencer o preconceito que o nome Segundamão gerava com os potenciais anunciantes de publicidade.
Sob a direção de Serena Ucelli di Nemi   disponibilizou todo o conteudo do Jornal Primeiro em 1993 pela BBS em parceria com Mandic e depois em 1995 pelo site de internet baseado em Miami e, logo depois da feira de informática Fenasoft do mesmo ano, com o inicio da Internet no Brasil, pelo website Primeiramão.com.br. 
Na época, o jornal era vendido apenas na cidade de São Paulo. Com o passar dos anos devido a procura por parte dos leitores de outras regiões, como a Grande São Paulo, a venda de jornais foi expandida.
Em janeiro de 1987 o Primeiramão já ultrapassava a marca dos 60 mil exemplares semanais e passou, então, a contar com mais uma edição na semana, agora aos domingos.
Esta versão domingueira durou dois anos, quando mais uma vez, por uma questão mercadológica, a edição passou a circular apenas aos sábados. Devido a esta medida o jornal bateu novo recorde de tiragem chegando aos cem mil exemplares semanais, em julho de 1989. Com esta vendagem optou-se por lançar mais um edição as terça-feira. Com mais esse incremento, chegou-se à marca de 480 mil exemplares por mês.

## Endereço novo
Com o crescimento progressivo do Jornal Primeiramão refletiu na expansão do quadro de funcionários e das instalações da empresa. De uma pequena sobreloja no centro comercial ‘Vitrine Iguatemi’, na avenida Faria Lima, para uma casa na rua Gabriel Monteiro da Silva e após alguns anos para o para o atual prédio próprio na Avenida Rebouças, 1585. Durante este período a Editora Haple também passou a ter, em vez de três, trezentos colaboradores.
Além da matriz, há a filial ABC, localizada no município de São Bernardo do Campo, e quatro regionais que cobrem as zonas norte, sul, leste e oeste da cidade. Isto sem contar os franqueados que editam o Primeiramão Santos, Primeiramão Campinas e o Primeiramão Vale, para a região do Vale do Paraíba.

## Pioneirismo
Em 1993 com o crescimento da Internet, o Primeiramão instalou uma BBS e foi o primeiro jornal eletrônico da cidade, permitindo que seu conteúdo fosse acessível pelo computador.
A partir 1995, o Primeiramão disponibilizou uma grande quantidade de ofertas, aproximadamente 50 mil, que o colocou como o primeiro e maior website de classificados do Brasil. Reconhecimento que veio à tona quando o Primeiramão Web foi eleito um dos cem melhores sites do gênero pela revista PC Magazine.

## Novos produtos
O ano de 1995 foi lançado um novo produto, o Jornal Banco de Imóveis que sai aos sábados. A editora Haple criou em 1996, o TV Primeiramão, com o objetivo de ampliar ainda mais a atuação da empresa onde as ofertas passaram a fazer parte de um verdadeiro projeto multimídia que envolve o jornal impresso, a TV e a Internet.
Mais dois anos de trabalho e a Editora Haple investiu novamente  no mercado editorial com o lançamento do SuperAuto, um jornal especializado em veículos. O jornal reúne anúncios de autos, motos, utilitários, acessórios, serviços etc.